# Bouquinistes de Paris

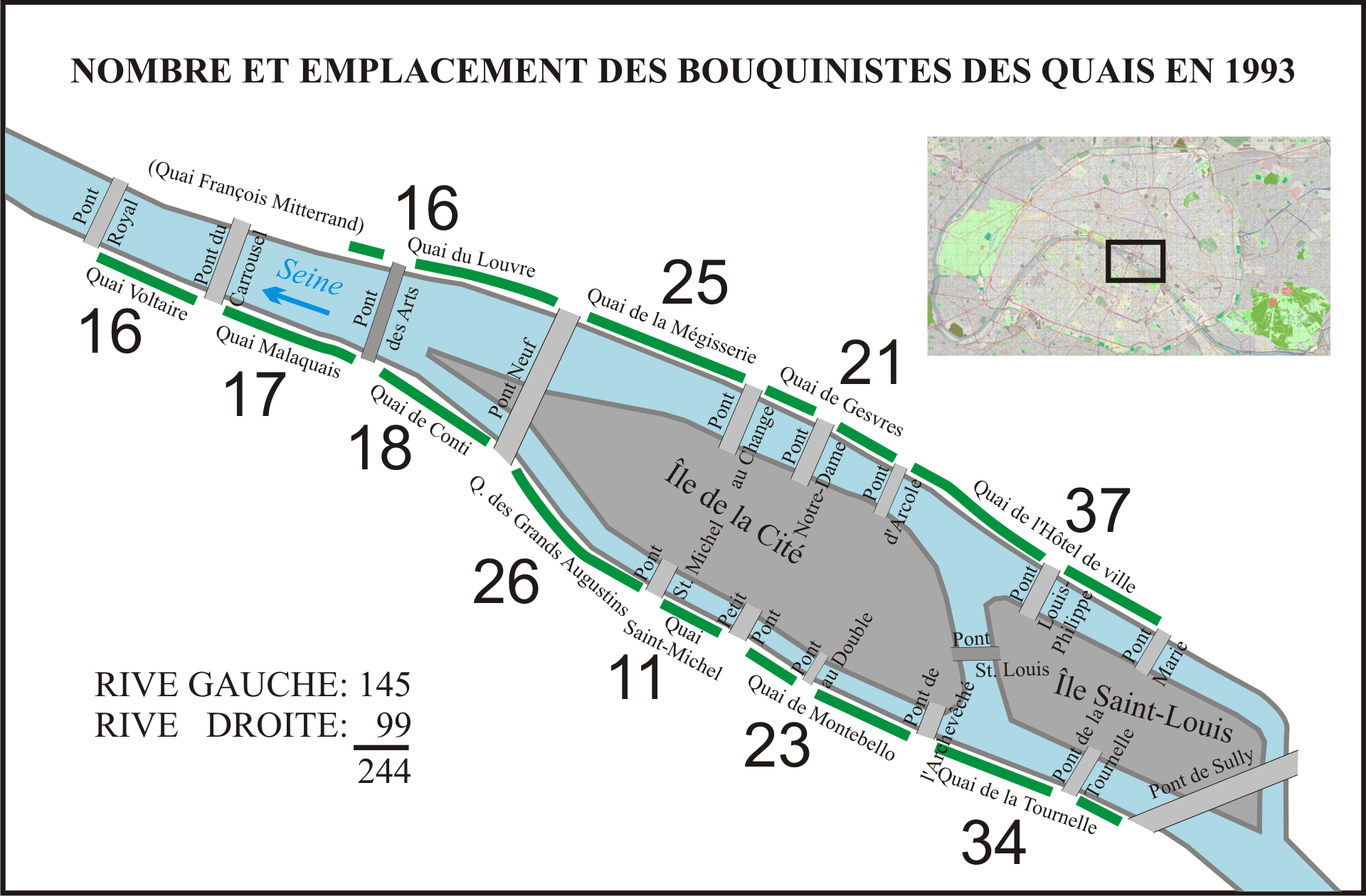
Nummer und Standort der Bouquinistes im Jahr 1993

Die Bouquinistes de Paris sind Antiquare, die entlang der Seineufer von Paris ihre Ware anbieten. Man findet sie vor allem in folgenden Abschnitten: Rive Droite, von der Pont Marie zum Quai du Louvre; Rive Gauche, vom Quai de la Tournelle zum Quai Voltaire. Die mehr als 200 Bouquinistes bieten an nahezu 900 Ständen französisch boîtes rund 300 000 Bücher an, sowie eine große Zahl von Briefmarken, Zeitschriften, alte Postkarten und vieles mehr.
Die Bouquinistes de Paris wurden am 6. Februar 2019 in die Liste des Inventaire du patrimoine culturel immatériel en France aufgenommen.

## Geschichte

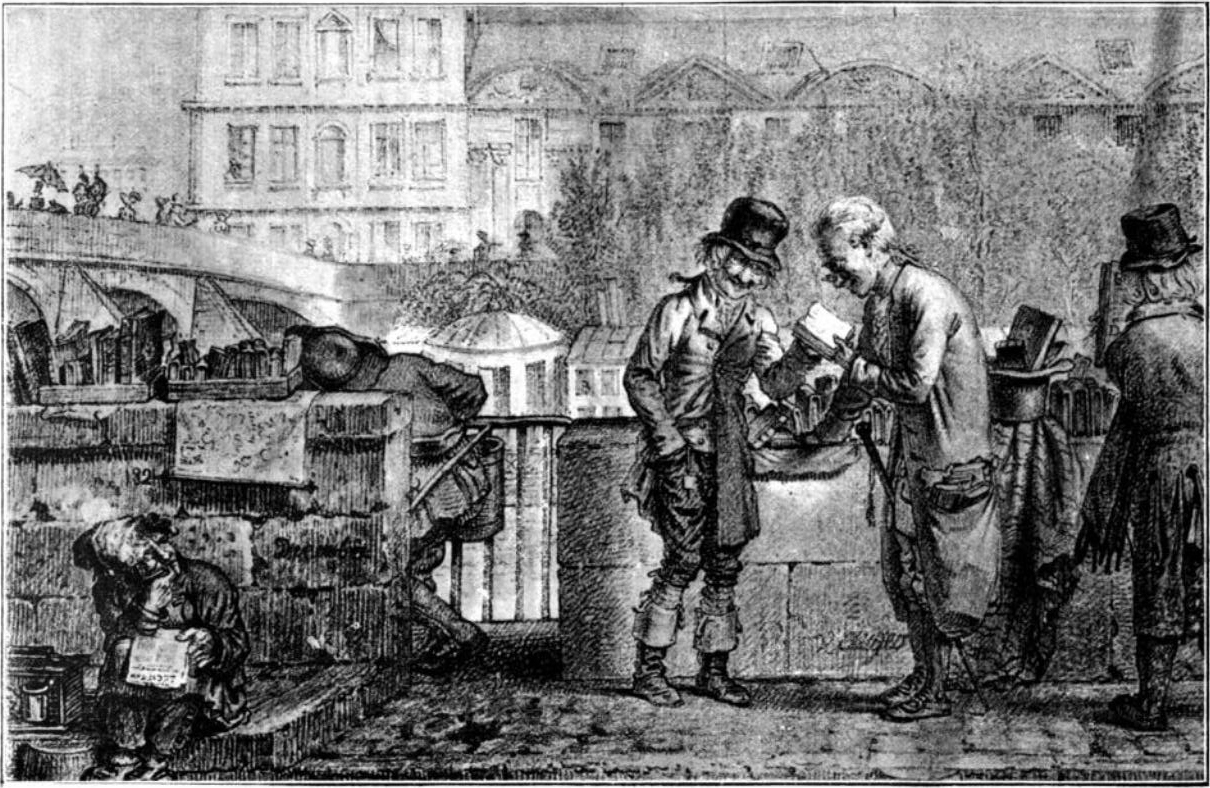
Gravur von Marlet nach Auger, Bouquinistes am Quai Voltaire (1821)

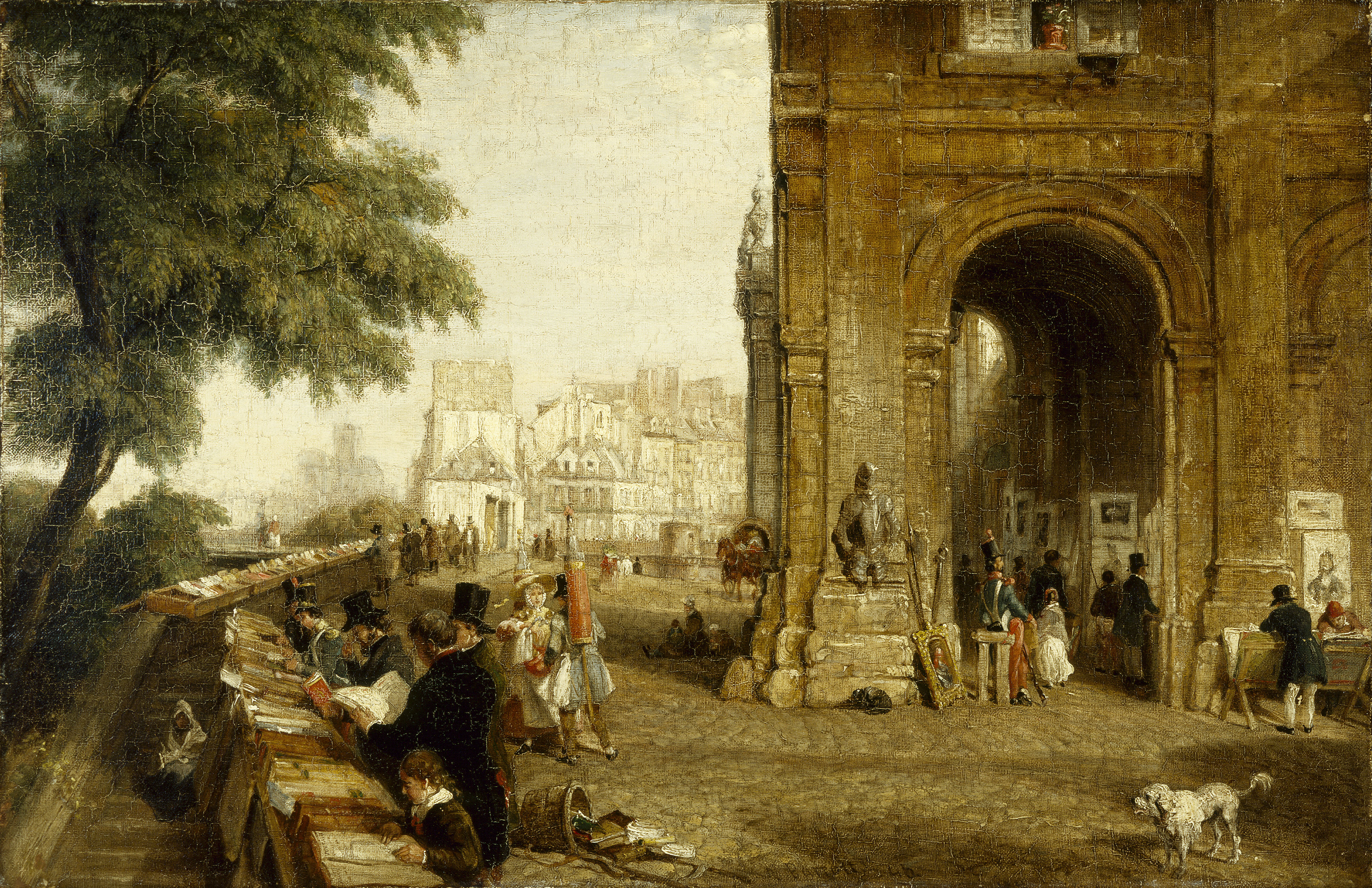
Bild von William Parrott 1846, Quai de Conti vor den Änderungen unter Haussmann: Die Angebote befanden sich in den Koffern der Anbieter.

Der Ausdruck «boucquain», zweifelsohne eine Ableitung vom niederländischen boeckijn («kleines Buch»), taucht um 1459 auf und wird in der Form von «bouquin» Ende des 16. Jahrhunderts übernommen. Das Wort «bouquiniste» erscheint in der Ausgabe von 1762 im Dictionnaire de l’Académie française mit folgender Beschreibung:

« Celui qui vend ou achete de vieux Livres, des Bouquins »

„Derjenige, der alte Bücher, des bouquins, verkauft oder kauft“

Die Etymologie von «Bouquin» (im Sinne von „Buch von geringer Wertschätzung“, aus zweiter Hand) ist weiterhin nicht klar, aber das Wort ist in diesem Fall bereits 1694 bezeugt, eben von der Akademie, und auch der Dictionnaire de la langue française von Émile Littré bezieht sich auf das flämische Wort boeckin.
Die Tradition der Pariser Bouquinistes beginnt im 16. Jahrhundert im Stil von Hausierer. Unter dem Druck der Buchhändler wurde 1649 per Erlass verboten, auf der Pont Neuf tragbare Läden (etwa: Bauchladen) und Bücherauslagen zu errichten. Die damalige Regierung war sehr darauf bedacht, Parallelmärkte, die nicht der Zensur unterliegen, einzuschränken. Die damalige Zensur war jedoch flexibel genug, die ambulanten Buchhändler zunächst für einen Zeitraum auszuweisen, um sie dann mit Genehmigung wieder einzugliedern.
Die Bouquinistes haben sich folgenden Spruch auf den Schild geschrieben: «d'azur party de gueules à la boîte à bouquins soutenue de pierres, au chef d'argent au lézard convoitant l'épée». In der Tat symbolisiert die Eidechse (französisch Lézard) sehr gut die Bouquinistes, die mit ihren Koffern immer die Sonne suchen, um ihre Bücher zu verkaufen. Und das Schwert (französisch l'épée) soll an das edle Gewerbe der Buchhändler erinnern, denen man zugestand, ein Schwert zu tragen.
Während der Revolutionszeit (1789–1795) wuchs das Geschäft der Bouquinistes trotz der starken Einschränkung der Verlagsproduktion, da nur noch Zeitungen und Broschüren mit revolutionärem Inhalt gedruckt wurden: Sie erhielten ihre Waren durch Beschlagnahmung und Plünderung der Bibliotheken von Adel und Klerus.
Unter Napoléon I. verschönerten sich die Uferstraßen und die Bouquinistes ließen sich von Quai Voltaire bis zur Pont Saint-Michel nieder. Schließlich wurden sie von der Behörde anerkannt und erhielten sogar den Status eines Pariser Kaufmanns. Um 1840 beunruhigte sich Charles Nodier, dass dieser Kleinhandel zu verschwinden droht und äußerte sich folgendermaßen: Der Name des Bouquinisten ist eines jener mehrdeutigen Substantive, die leider in allen Sprachen im Überfluss vorhanden sind. Der Buchliebhaber, der Bücher sucht, wird auch Bouquiniste genannt wie der arme Outdoor-Buchhändler, der sie verkauft. In der Vergangenheit war sein Beruf nicht ohne Anerkennung und ohne Zukunft. Wir haben gesehen, wie der Buchhändler aus der bescheidenen Auslage auf der Straße oder aus der beängstigenden Position eines Wandergeschäfts zu den Ehren einer kleinen Boutique von sechs Quadratmetern aufstieg. Er erinnert weiter an einen gewissen Passard, «der, mit seinem Buchladen unterm Arm, von der Passage des Capucines zum Louvre und vom Louvre zum Institut wandernd, alles gesehen, alles gekannt, alles verachtet hatte von der Höhe eines stolzen Bouquinisten aus». Daraus zog er den Schluss: Was für die Bücherfreunde, die ihn so oft besuchten, wichtig ist, ist, dass sein Gespräch viel ergiebiger war als seine Bücher.
1859 wurden Konzessionen von den Pariser Behörden ausgegeben und die Bouquinistes konnten sich an festen Punkten niederlassen. Man erwarb die Genehmigung einen Stand von 10 m für ein Jahr zum Preis von 26,35 Francs und dazu wurde eine Abgabe (Contribution des patentes) von 25 Francs erhoben. Die Öffnungszeiten gelten von Sonnenaufgang bis Sonnenuntergang. 1930 wurde die Größe der Verkaufsstände («les boîtes») festgelegt.

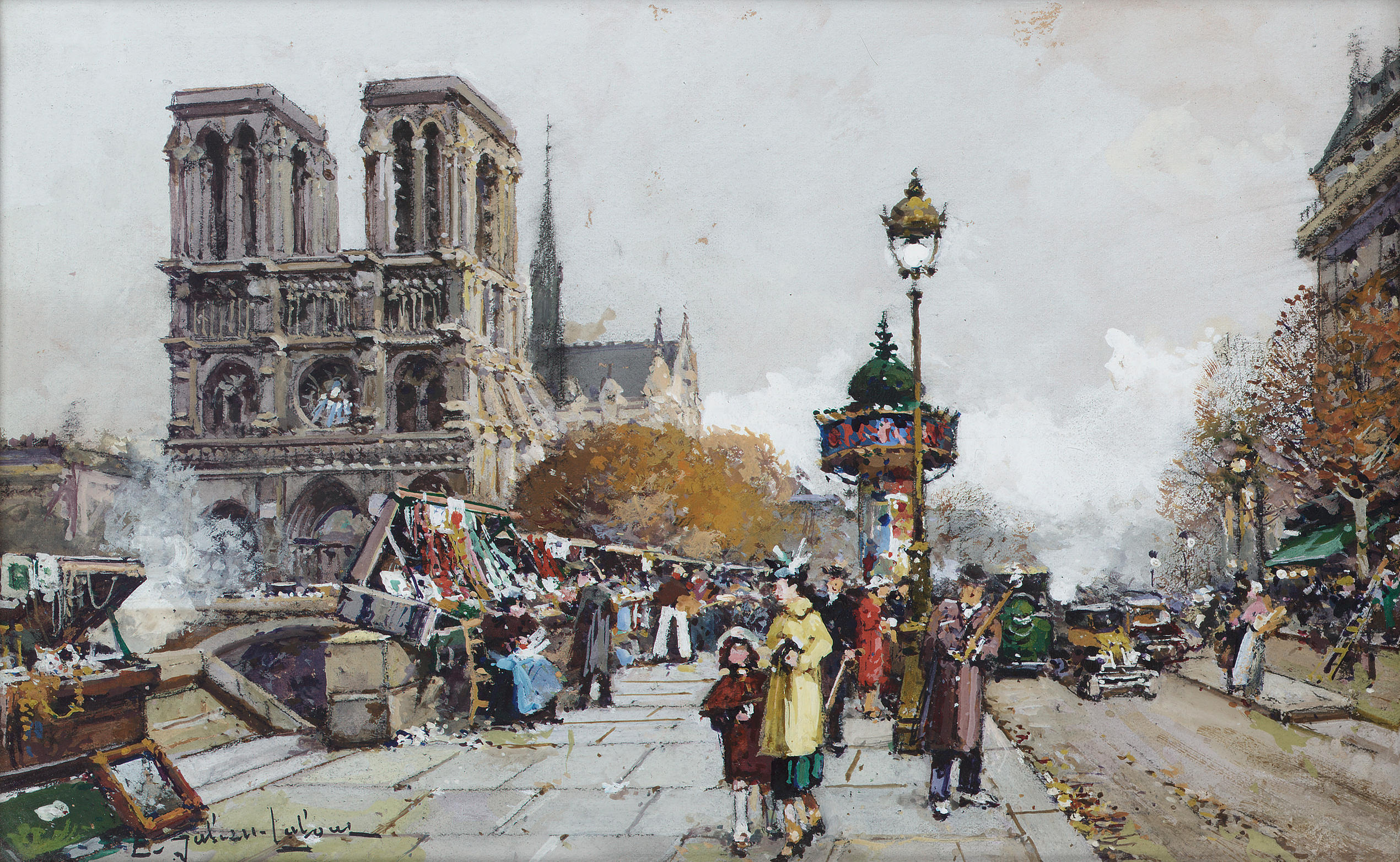
Notre-Dame vue du quai Saint-Michel, Gemälde von Eugène Galien-Laloue

Auf einer Länge von mehr als drei Kilometern entlang der Seine betreiben sie etwa 900 „grüne Kästen“ – eine vorgeschriebene Farbe, die an die ersten Metrowagen („vert wagon“) erinnern soll und die auch die der Wallace-Brunnen oder Morris-Säulen ist –, in denen nach verschiedenen Schätzungen etwa 300 000 gebrauchte Bücher und eine sehr große Anzahl von Zeitschriften, Briefmarken und Sammlerkarten ausgestellt sind. Obwohl der Verkauf von Büchern die offizielle Aufgabenstellung blieb, haben die Boîtes aus Tradition immer auch andere Artikel im Angebot: verschiedene Kunstdrucke (französisch Estampes), historische Briefmarken, Postkarten und Münzen, kleinere Antiquitäten; Souvenirs, wie die zahlreichen Auslagen zeigen. Die gegenwärtig geltende Vorschrift bricht hier mit der Tradition: Ein ganzer Boîte darf nur Pariser Souvenirs enthalten.
Die Betreiber sind nicht mehr verpflichtet, eine Konzessionsgebühr zu entrichten, sie zahlen keine Miete und die Standgenehmigung kann jederzeit von der Pariser Stadtverwaltung entzogen werden. Wie jeder Kaufmann müssen sie sich in das Registre du commerce et des sociétés eintragen lassen und jährlich bestätigen. Die meisten sind als Einzelunternehmer eingetragen. Sie besetzen dann einen 8 m langen Teil der Uferbrüstung, wo sie bis zu 4 Boîtes aufstellen dürfen. Die Plätze müssen an vier Tagen der Woche geöffnet sein, es sei denn, das Wetter ist dagegen.
Ab 2009 hat die Pariser Stadtverwaltung angefangen an die Bouquinistes Ermahnungen zu erteilen, die mehr andere Artikel (Souvenir, Spielzeug, Kleinkram) als Bücher und Stiche verkaufen, denn dies lässt die Verordnung nur für einen Boîte von vier zu. Mit dem Ansturm der Touristen in der Stadt ist dieses Phänomen rund um die Sehenswürdigkeiten und viel frequentierten Orten besonders sensibel. Der Rückgang von antiquarischen Büchern hat das Problem nur in manchen Bezirken verschärft und führte sogar zu Schließungen (zum Beispiel im «Purgatoire» in der Nähe vom Hôtel de Ville).
2014 veranstalten die Bouquinistes ihr erstes Fest. 50 von ihnen haben sich zusammengeschlossen, um ihre besten Bücher-Antiquitäten zu präsentieren.
Am 6. Februar 2019 beschloss der französische Kulturminister, auf Initiative des Pariser Bürgermeisters, die Bouquinistes in die Liste des Immateriellen Kulturerbes aufzunehmen mit dem Hintergedanken, sie könnten damit ein Kandidat für das UNESCO-Welterbe werden. Dies wurde schon lange vor allem der Association culturelle des bouquinistes de Paris, in der 80 % der Bouquinistes organisiert sind, zusammen mit den Bürgermeistern des 5. und 6. Arrondissement ins Auge gefasst. Die Seineufer von Paris, an denen die Bouquinestes ihrer Tätigkeit nachgehen, werden jedoch schon seit 1991 im Weltkulturerbe aufgeführt.
Die «Bouquinistes de Paris» fanden in anderen Hauptstädten Nachahmer: Ottawa, Peking oder Tokio.

Bouquinistes am Seineufer
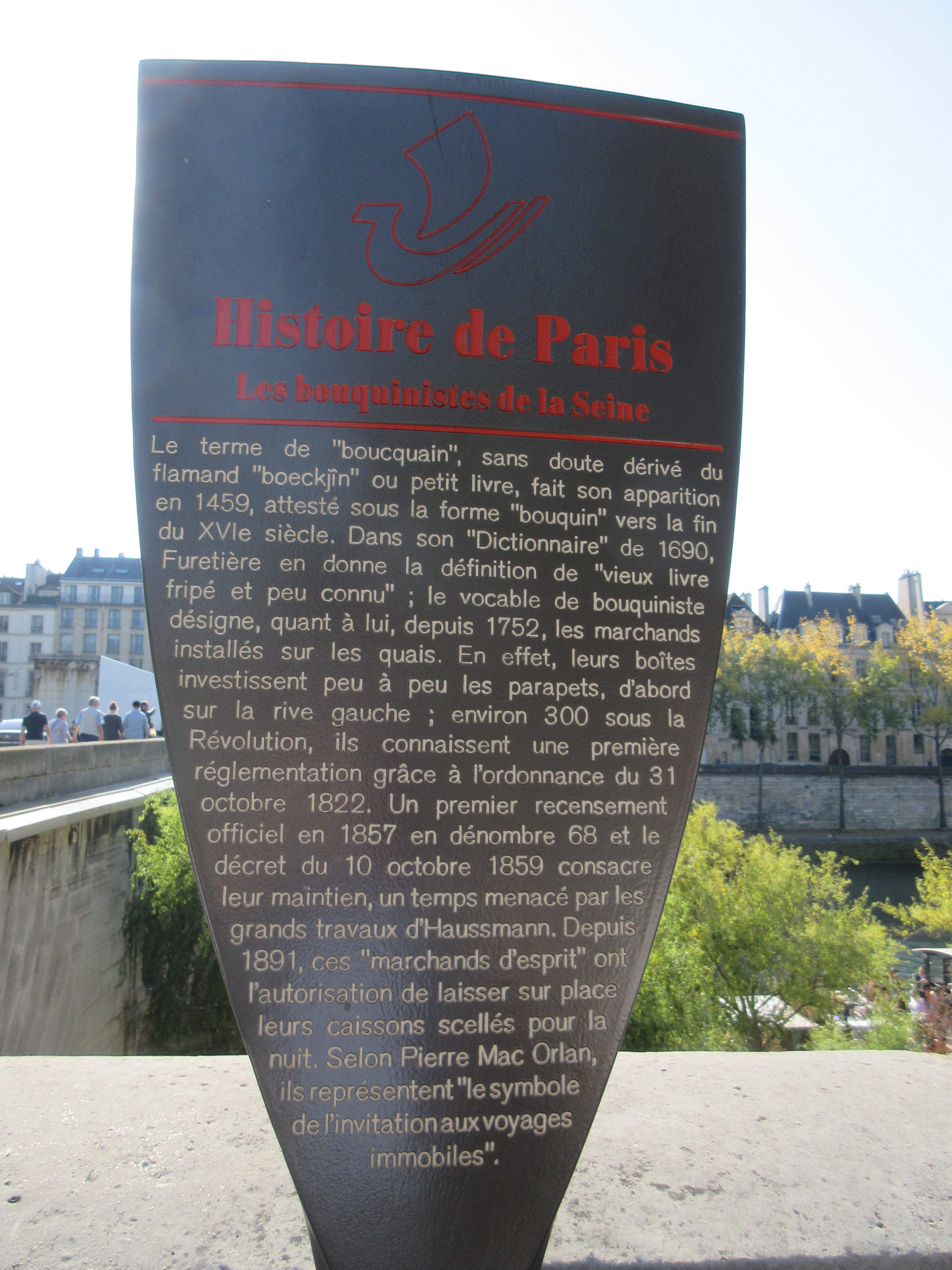
Hinweistafel «Les Bouquinistes de la Seine»
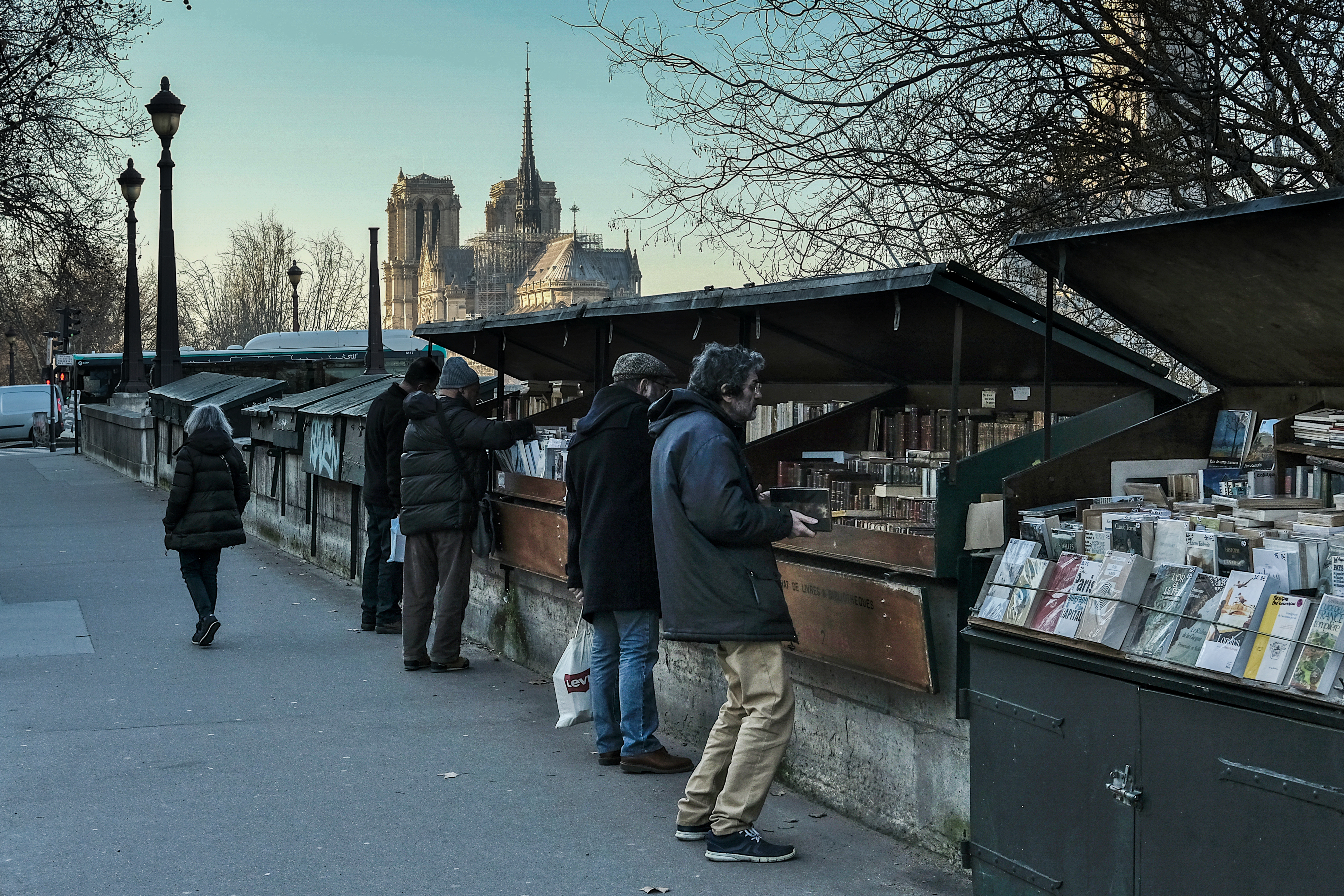
Bouquinistes am Quai de la Tournelle mit der Notre Dame im Hintergrund
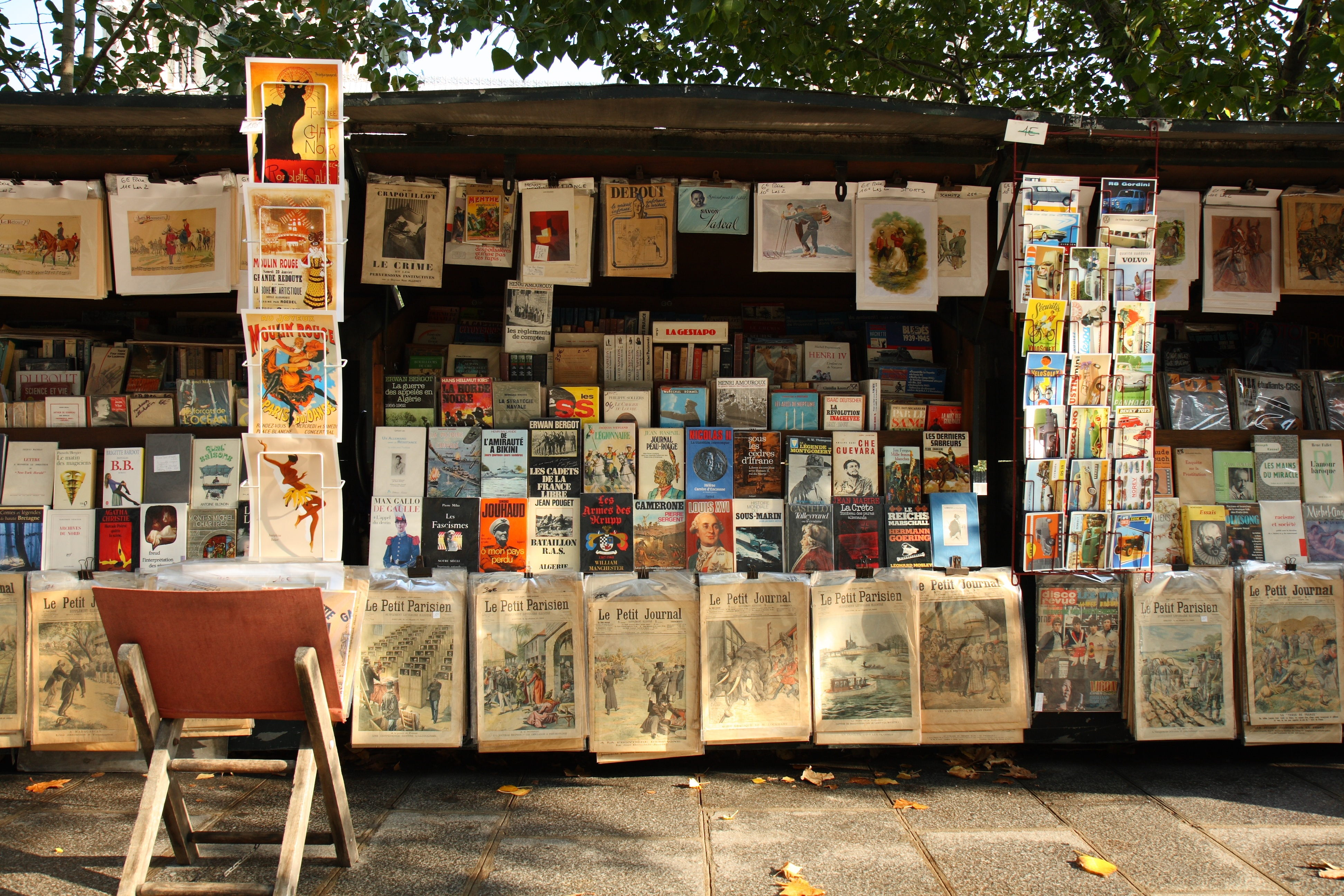
«Der Laden» eines Bouquiniste auf der Ufermauer am Pariser Seineufer (2007)
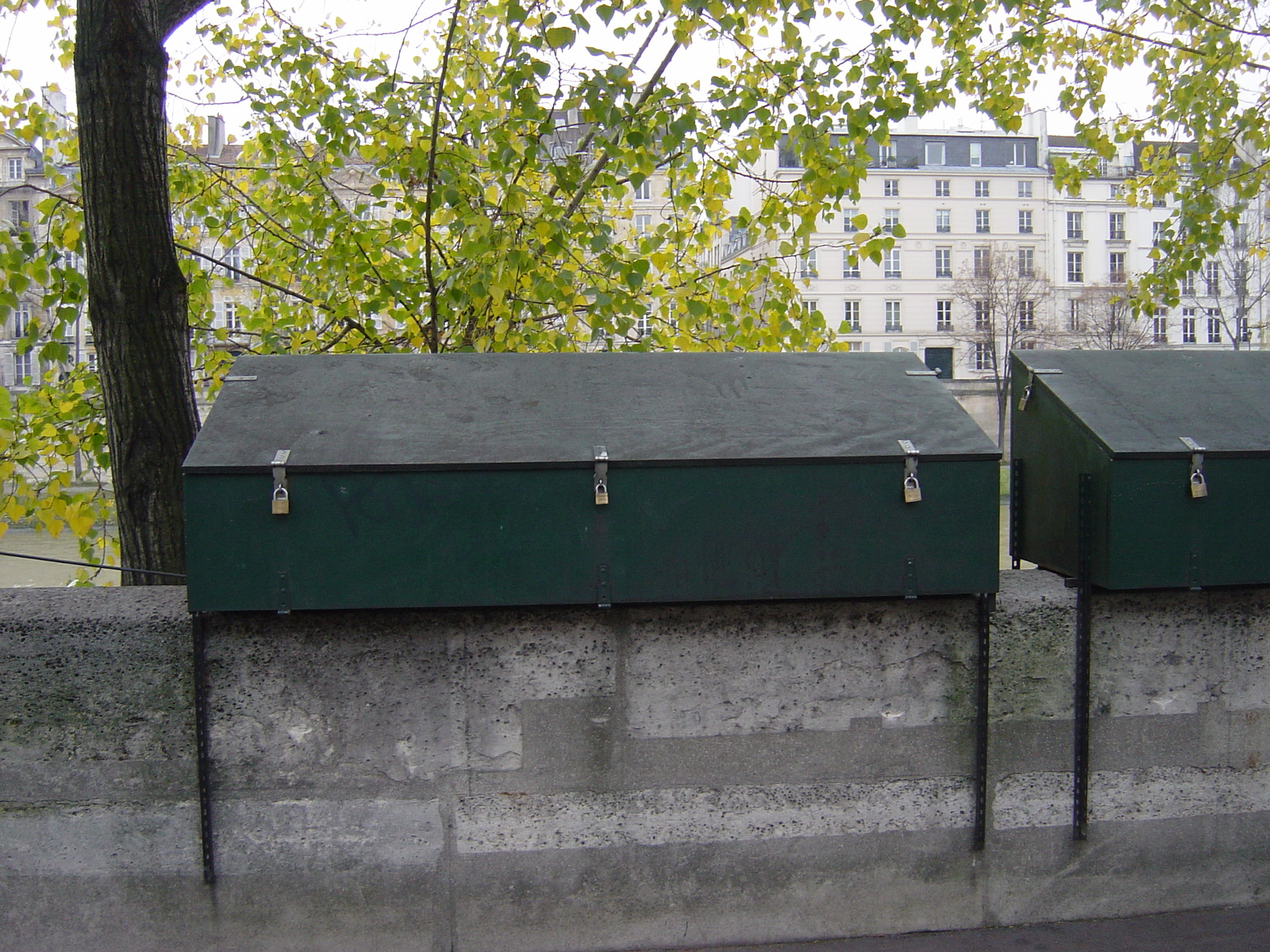
«geschlossen» (2006)

## Entwicklung der Plätze und Anzahl der Bouquinistes
- 1892: 156 Bouquinistes mit 1636 Boîtes[17]
- 1900: 200 Bouquinistes während der Weltausstellung Paris 1900
- 1945: 275 Bouquinistes vor dem Ende des Zweiten Weltkriegs
- 1957: 238 Bouquinistes entsprechend einer Erhebung zum 1. Januar, darunter 109 Frauen und 129 Männer. Ihre Stände verteilten sich damals zwischen dem Rive Gauche und dem Rive Droite von flussaufwärts nach -abwärts folgendermaßen:
  - 151 Bouquinistes Rive Gauche: zwischen der Pont de la Tournelle und dem ehemaligen Passerelle Solférino, davon 29 am Quai de la Tournelle, 31 am Quai de Montebello, 12 am Quai Saint-Michel, 27 am Quai des Grands-Augustins, 19 am Quai de Conti, 17 am Quai Malaquais, 10 am Quai Voltaire, 6 am Quai Anatole-France (wo 2017 nur einer übrig blieb)
  - 87 Bouquinistes Rive Droite: zwischen der Pont Louis-Philippe und der Pont des Arts, davon 26 am Quai de l'Hôtel-de-Ville, 20 am Quai de Gesvres, 24 am Quai de la Mégisserie, 17 am Quai du Louvre
- 1991: 240 Bouquinistes zur Zeit der Aufnahme der Seineufer von Paris in das UNESCO-Welterbe
- 2012: 235 Bouquinistes im Januar
- 2013: 217 Bouquinistes im August, mit etwa 900 Boîtes.[18]

## Zugangsbestimmungen
Nach dem Règlement des bouquinistes des quais de la Seine muss sich jeder persönlich bei der Pariser Stadtverwaltung anmelden:
a) Ein Schreiben, das die Fähigkeit (Kenntnisse, Erfahrung u. Ä.) des Kandidaten belegt.
b) Ein Curriculum vitæ
c) Zwei neuere Fotos
d) Eine Meldebestätigung
e) Eine Geburtsurkunde mit neuerem Ausstellungsdatum
f) Ein Führungszeugnis, nicht älter als 3 Monate
g) Eine Fotokopie des Personalausweises und der Versicherungskarte
h) Zum Zeitpunkt der Beantragung der Genehmigung muss der Antragsteller, je nach seinem rechtlichen und steuerlichen Status, entweder einen vor weniger als drei Monaten erstellten Auszug aus dem Handels- und Gesellschaftsregister (Kbis-Auszug) oder einen vom INSEE vor weniger als drei Monaten erstellten SIREN-Statusbericht vorlegen.
2010 gab es 100 Anfragen, obwohl es nur 22 freie Plätze gab.

## Der Laden des Bouquiniste(Les Boîtes)
Der Boîte muss dem oben erwähnten «Règlement des Bouquinistes des quais de la Seine» entsprechen, wobei vor allem der Artikel 9 des städtischen Erlasses vom 1. Oktober 1993, unterschrieben von Jacques Chirac, dem damaligen Bürgermeister, zu beachten ist.
Die von den Buchhändlern verwendeten Boîtes müssen einem von der Verwaltung genehmigten Muster entsprechen, wobei das äußere Maß eine maximale Länge von 8,60 m (diese Abmessungen beziehen sich auf geschlossene Boîtes einschließlich Deckel) haben soll:
* Länge: 2 m
* Breite: 0,75 m
* Höhe: zur Seine 0,60 m, zum Quai 0,35 m
In geöffnetem Zustand darf die Oberkante nicht höher als 2,10 m über dem Boden sein.
Im Jahr 2012 wurde auf Ersuchen der Stadt Paris in Zusammenarbeit mit den Designern Materiaupôle Paris Seine Amont und Paris Région Lab eine Studie zur „Renovierung“ dieser durch Witterungseinflüsse und Vandalismus stark beschädigten grünen Boîtes in Angriff genommen. Nach Beratung mit den Bouquinistes wurde eine neue Konzeption erarbeitet und in einer entsprechenden Konstruktionsempfehlung beschrieben.